# Kantsi
Koordinaten: 58° 36′ N, 23° 14′ O
Kantsi (bis 1977 Kansi; deutsch Ganzenhof) ist ein Dorf (estnisch küla) auf der drittgrößten estnischen Insel Muhu. Es gehört zur gleichnamigen Landgemeinde (Muhu vald) im Kreis Saare (Saare maakond).

## Beschreibung und Geschichte
Das Dorf hat 15 Einwohner (Stand 31. Dezember 2011). Er liegt im Zentrum der Insel, unweit des Hauptorts Liiva.
Der Ort wurde im 16. Jahrhundert unter den Namen Loysis bzw. Lechtis erwähnt. 1534 ging das Gut an einen gewissen Peter Gans, vier Jahre später auch die zwischen Saaremaa und Muhu gelegene kleine Insel Kantsilaid (deutsch Gantzenholm). Von der Familie Gans, der die Länderei bis 1654 gehörte, stammt der heutige estnisierte Name des Dorfes.